# Marions-les !
Pour plus de détails, voir Fiche technique et Distribution.
Marions-les ! (I Do (But I Don't)) est un téléfilm américain réalisé par Kelly Makin et diffusé le 13 septembre 2004.

## Synopsis
Une jeune organisatrice de mariage tombe sous le charme d'un futur promis.

## Fiche technique
- Titre : Marions-les !
- Titre original : I Do (But I Don't)
- Réalisation : Kelly Makin
- Scénario : Cara Lockwood,	Eric C. Charmelo, Nicole Snyder
- Durée : 95 minutes
- Pays :  États-Unis

## Distribution
- Denise Richards (VF : Barbara Delsol) : Lauren Crandell
- Dean Cain (VF : Emmanuel Curtil) : Nick Corina
- Karen Cliche (VF : Vanina Pradier) : Darla Tedanski
- Olivia Jones : Bonnie
- Mimi Kuzyk (VF : Frédérique Tirmont) : Cookie Crandell
- Yannick Bisson (VF : Antoine Nouel) : James (Jay) Corina
- Barry Julien : Mark, l'assistant de Darla
- David Lipper (VF : Lionel Tua) : Brad
- Jessica Walter (VF : Josiane Pinson) : Gennifer
- Catherine Colvey : Lynda Tedanski
- Amy Sobol (VF : Véronique Alycia) : Lily Crandell
- Paul Stewart : Hank Crandell
- Bruce Dinsmore : Robert
- Tim Rozon : Rick Corina

 Source et légende : version française (VF) sur RS Doublage et selon le carton de doublage télévisuel.